# Carex tenebricans
Carex tenebricans är en halvgräsart som beskrevs av Holmb. Carex tenebricans ingår i släktet starrar, och familjen halvgräs. Inga underarter finns listade i Catalogue of Life.